# Queyras
Der Queyras ist eine alpine Landschaft im südlichen Teil der Französischen Alpen. Nach Einteilung der SOIUSA ist der Queyras Bestandteil der Cottischen Alpen. Diese erstrecken sich grenzüberschreitend vom Mauriennetal (F) und Susatal (I) im Norden bis zum Ubayetal (F) und dem Tal der Stura di Demonte (I) im Süden. Der Queyras stellt somit das geographische Zentrum der Cottischen Alpen dar. Die höchste Erhebung des Queyras ist der Pic de Rochebrune (3320 m). Geologisch ist der Queyras für die so genannte Queyras-Decke bekannt, einem Gebilde aus mesozoischem Tonschiefer. Nahezu der gesamte Queyras ist regionaler Naturpark.

## Geografie
Der Queyras grenzt im Norden an das Briançonnais, im Osten an die italienische Region Piemont, im Süden an das obere Ubayetal und im Westen an das Tal der Durance. Der Queyras schließt somit westlich an den Alpenhauptkamm an, der auch die französisch-italienische Staatsgrenze bildet. Administrativ liegt der Queyras in der Region Provence-Alpes-Côte d’Azur (PACA) im Département Hautes-Alpes.
Der Queyras wird von dem Fluss Guil, einem Nebenfluss der Durance, durchströmt. Dieser speist sich aus einem großen Quellgebiet auf etwa 2500 m Höhe im äußersten Osten des Queyras, nur wenige Kilometer nördlich des Monte Viso unmittelbar an der Staatsgrenze zu Italien. Anschließend wird bis Abriès nach Nordwesten entwässert. Dort ändert sich die Fließrichtung nach Südwesten und wird bis zur Mündung in die Durance beibehalten. Ein Fließhindernis stellt die Schlucht Combe du Queyras, ein von steil abfallenden Felswänden geprägtes Kerbtal zwischen Château Queyras und Guillestre dar. Die Schlucht ist zudem wichtigster Verkehrsweg in den Queyras, da weitere Straßenverbindungen über hohe Pässe führen. In nördliche Richtung besteht eine Passstraße über den Col d’Izoard (2362 m) nach Briançon. Eine weitere Passstraße in südliche Richtung führt über den Col Agnel (2744 m) in das piemonteser Valle Varaita.
Im Queyras liegen die Gemeinden Arvieux, Abriès, Aiguilles, Château-Ville-Vieille (bestehend aus den Dörfern Château Queyras und Ville Vieille), Molines-en-Queyras, Ristolas und Saint-Véran. Außerdem wird entgegen geographischer und historischer Logik heute auch die Gemeinde Ceillac zum Queyras gezählt, die oberhalb von Guillestre, aber nicht oberhalb der Schlucht liegt.
Der Queyras wird nach Norden, Osten und Süden von Gipfeln mit einer Höhe von mehr als 3000 m umgeben. Lediglich in westlicher Richtung, im Bereich der Combe du Queyras sind weniger dominante Gebirgszüge vorhanden. Doch schließt sich am Westufer der Durance das Écrins-Massiv an, ein mächtiger Gebirgsstock mit Gipfelhöhen von mehr als 4000 m. Aufgrund dieser abgeschirmten Lage bildet der Queyras einen ausgeprägten inneralpinen Trockenraum.
Insgesamt umfasst der Queyras mehr als 20 Dreitausender-Gipfel, darunter Pic de Rochebrune (3320 m), Bric Froid (3302 m), Grand Glaiza (3293 m), La Grande Aiguillette (3284 m), Cime de Chabrières (3246 m), Cime de Clausis (3230 m), Pic de Terre Noire (3100 m), Pic de Foréant (3081 m), Pic de Petit Rochebrune (3078 m) und La Turge de la Suffie (3024 m).

## Geologie

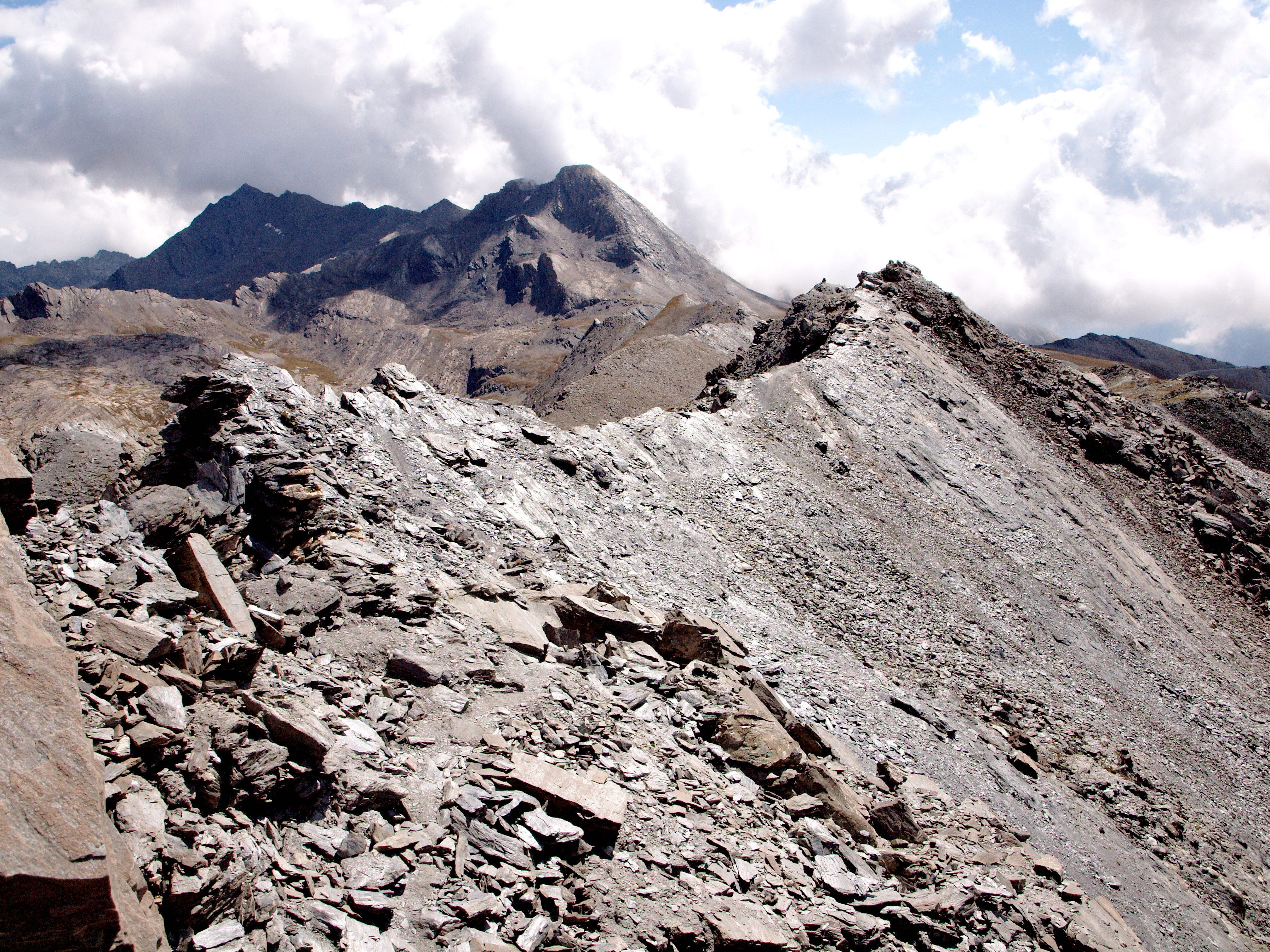
Stark verwitterter Glanzschiefer am Gipfelgrat des Pic de Foréant (3081 m), im Hintergrund der Pain de Sucre (3210 m)

Weite Teile des Queyras bestehen aus Tonschiefer bzw. Glanzschiefer (franz. Schistes Lustrés). Das Gestein weist deutliche Parallelen zu dem Schweizer Bündnerschiefer auf. Der Ursprung des Gesteins reicht zurück in das Erdmittelalter (Mesozoikum) bzw. in die Periode des Jura vor 145–200 Mio. Jahren. Damals erstreckte sich der Piemont-Ligurische Ozean oder Südpenninische Ozean zwischen der afrikanischen und adriatischen Kontinentalplatte sowie dem Briançon-Mikrokontinent. In der beginnenden Kreide setzte eine konvergente Plattenbewegung ein, die dazu führte, dass die ozeanische Platte des Piemont-Ligurischen Ozeans unter die adriatische Platte subduziert wurde. Während der Subduktion wurde ein Tiefseegraben geschaffen – der Entstehungsort des Glanzschiefers. Im Paläogen vor etwa 40–60 Mio. Jahren waren sämtliche Ozeane im heutigen Alpenraum verschwunden. Die Sedimente des Piemont-Ligurischen Ozeans und Teile der Ozeankruste wurden durch die Auflast der adriatischen Platte metamorph umgewandelt. Zu den Entstehungsprodukten der so genannten Blauschiefermetamorphose zählt der für den Queyras typische Glanzschiefer. Dieser gelangte nach einer Phase intensiver Deckenaufwölbung, Verfaltung und Verwitterung im Oligozän (24–34 Mio. Jahre) an die Erdoberfläche. Das regional begrenzte Deckengebilde wird auch als Queyras-Decke bezeichnet. Die seidig-glänzende Oberfläche des Glanzschiefers geht auf dessen Zusammensetzung unter anderem aus unterschiedlichen Tonen, Sanden, Kalken oder Quarzen zurück. Das Gestein weist eine geringe Widerstandskraft gegen Oberflächeneinwirkungen wie Frostsprengung auf, sodass Hänge des Queyras oberhalb der Vegetationszone zumeist großflächige, kantig ausgeprägte Schutthalden aufweisen.

## Bevölkerung
Die Bevölkerung des Queyras zeigt sich in einem 143-jährigen Betrachtungszeitraum (1876 bis 2019) stark rückläufig. Nach Daten der französischen Statistikbehörde Insee beträgt der langfristige Bevölkerungsrückgang in den sieben Kommunen des Queyras etwa 63 Prozent. Allerdings wurde in den 1990er Jahren zumindest zeitweise eine Trendumkehr und anschließend eine Abschwächung des lang andauernden Bevölkerungsrückgangs erreicht.
| Kommune               | Einwohnerzahl | Einwohnerzahl | Einwohnerzahl | Einwohnerzahl | Einwohnerzahl | Einwohnerzahl | Einwohnerzahl | Einwohnerzahl | Einwohner je km² |
| Kommune               | 1876          | 1896          | 1911          | 1936          | 1954          | 1975          | 1999          | 2019          | 2019             |
| --------------------- | ------------- | ------------- | ------------- | ------------- | ------------- | ------------- | ------------- | ------------- | ---------------- |
| Abriès-Ristolas       | 1.550         | 1.028         | 912           | 528           | 323           | 275           | 432           | 383           | 2,4              |
| Aiguilles             | 671           | 515           | 515           | 324           | 300           | 275           | 441           | 397           | 9,9              |
| Arvieux               | 870           | 826           | 753           | 577           | 487           | 324           | 355           | 358           | 4,9              |
| Ceillac               | 584           | 415           | 322           | 249           | 224           | 234           | 276           | 285           | 3,0              |
| Château-Ville-Vieille | 911           | 821           | 766           | 555           | 438           | 283           | 321           | 319           | 4,8              |
| Molines-en-Queyras    | 796           | 721           | 609           | 401           | 323           | 288           | 322           | 297           | 5,5              |
| Saint-Véran           | 641           | 598           | 539           | 412           | 255           | 232           | 267           | 192           | 4,3              |
| Summe                 | 6.023         | 4.924         | 4.416         | 3.046         | 2.350         | 1.882         | 2.414         | 2.231         | –                |

Die Bevölkerungsstruktur des Queyras zeigt einen Trend zur Überalterung. Der Anteil der über 65-Jährigen übersteigt in sämtlichen Kommunen den Anteil der unter 25-Jährigen meist deutlich. In Château-Ville-Vieille liegen die Anteile entgegen dem allgemeinen Trend dicht beieinander. Der negative natürliche Bevölkerungssaldo im Queyras wird sich fortsetzen, falls keine Zuwanderung stattfindet.
| Kommune               | Einwohnerzahl 2019 | Absolut          | Absolut           | Absolut           | Absolut          | Prozentual        | Prozentual        |
| Kommune               | Einwohnerzahl 2019 | davon 0–24 Jahre | davon 25–64 Jahre | davon 65–79 Jahre | davon ≥ 80 Jahre | Anteil 0–24 Jahre | Anteil ≥ 65 Jahre |
| --------------------- | ------------------ | ---------------- | ----------------- | ----------------- | ---------------- | ----------------- | ----------------- |
| Abriès-Ristolas       | 383                | 81               | 202               | 85                | 15               | 21,1              | 26,1              |
| Aiguilles             | 397                | 70               | 209               | 75                | 43               | 17,6              | 29,7              |
| Arvieux               | 358                | 77               | 174               | 89                | 18               | 21,5              | 29,9              |
| Ceillac               | 285                | 60               | 144               | 69                | 12               | 21,1              | 28,4              |
| Château-Ville-Vieille | 319                | 67               | 179               | 52                | 21               | 21,0              | 22,9              |
| Molines-en-Queyras    | 297                | 54               | 148               | 72                | 23               | 18,2              | 32,0              |
| Saint-Véran           | 192                | 34               | 097               | 39                | 22               | 17,7              | 31,8              |
| Summe                 | 2.2310.            | 4430             | 1.1530.           | 4810              | 1540             | –                 | –                 |

## Geschichte

### Frühzeit
Im Zuge von Ausgrabungen wurden in der Nähe von Guillestre Gegenstände gefunden, die von einer Besiedelung vor ca. 7.000 Jahren v. Chr. zeugen. Anhand von Kunstschmiedeobjekten konnte nachgewiesen werden, dass Saint-Véran bereits in der frühen Bronzezeit eine Kupferförderstätte war. Die Kupfergewinnung fand in Clausis, etwa 4,5 km südlich von Saint-Véran im Tal des l’Aigue Blanche auf einer Höhe von bis zu 2.600 m statt. In Clausis wurde bis 1961 Kupfererz gefördert.
In der Antike drängten Ligurer und Römer in die Westalpen und vermischten sich mit den dort sesshaften Galliern und Kelten. Um 600 v. Chr. bildeten sich politische Grenzen zwischen Volksgruppen heraus. Die überwiegend ligurischstämmige Gruppe der Quariates siedelte im heutigen Queyras und wird als Namensgeber der Gebirgsregion angesehen. Der Queyras war Bestandteil des Cottischen Reichs, einem Teilgebiet des Römischen Reichs, welches sich geographisch mit den Cottischen Alpen deckt.

### Mittelalter
Im 13. Jahrhundert war der Queyras Bestandteil der Grafschaft Albon bzw. Dauphiné de Viennois, benannt nach dem Adelsgeschlecht Albon, welches sich den Beinamen Dauphiné (franz. Delfin) gab. Dokumente aus dem Jahr 1265 belegen, dass die Dauphins zu dieser Zeit im Besitz der Zitadelle Château Queyras waren. Der exakte Zeitpunkt der Erbauung kann bislang nicht rekonstruiert werden. Die Zitadelle, am oberen Ende der engen Schlucht des Guils gelegen, war dazu bestimmt, die südwestliche Grenze der Dauphiné zu verteidigen. Die Verteidigungsanlage wurde obsolet, nachdem sich die Grenze der Dauphiné durch die Eingliederung des Bistums Embrun weiter in Richtung Südwesten verschoben hatte.
Im Zeitraum von 1343 bis 1789 war der Queyras Teil des Verwaltungssystems „République des Escartons“ (dt. Bund von Briançon), das sich vom Briançonnais bis in das Piemont erstreckte. Das „Escarton du Queyras“ umfasste die heutigen Kommunen Abriès-Ristolas, Aiguilles, Arvieux, Château Queyras, Saint-Véran und Ville Vieille. Das in einem Vertragswerk niedergeschriebene Recht gewährte den Bewohnern eine weitgehende Befreiung von Handelszöllen oder Steuern. Zudem wurde den Escartons das Recht zugebilligt, sich selbst zu verwalten. Die volljährigen männlichen Bewohner waren befugt, Verwaltungsbeamte und Exekutivkräfte in demokratischen Abstimmungen zu wählen. Der Fortschritt der Region spiegelte sich in erfolgreichen Bemühungen zur Alphabetisierung der Bevölkerung wider. Schätzungen zur Folge überstieg die Alphabetisierungsquote im Queyras gegen Ende des 18. Jahrhunderts unter Männern 95 % und unter Frauen 75 %. Den Bürgern des Queyras und jenen der benachbarten Escartons wurden somit Rechte zuteil, die in der Zeit des Feudalismus unüblich waren. Hierdurch erhofften sich die Landesfürsten der Dauphiné wirtschaftliche Impulse für ihre wenig prosperierenden Besitztümer. Ausschlaggebend für die Gewährung der Rechte war aber, dass Vertreter der Escartons dem in finanzielle Schwierigkeiten geratenen Landesfürsten Humbert II. eine Einmalzahlung von 12.000 Florentiner Gulden und eine lebenslange Rente in Höhe von jährlich 4.000 Florentiner Gulden bezahlten. Die Persistenz der Escartons über knapp 450 Jahre erklärt sich rückblickend vor allem anhand der geographischen Abgeschiedenheit des Briançonnais, welche zentralstaatliche Einflussnahmen erschwerte.

### Neuzeit

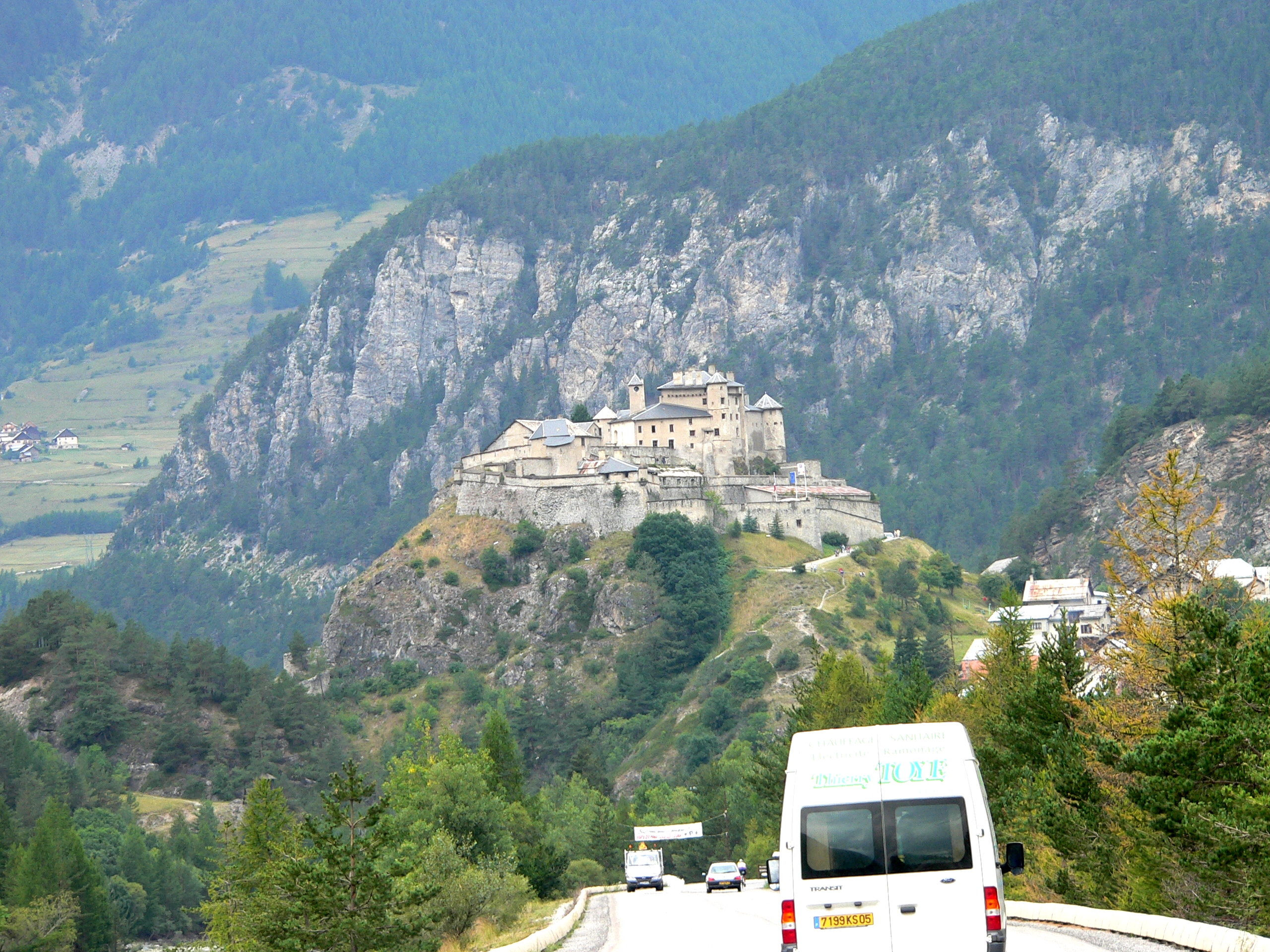
Die Zitadelle Château Queyras aus Richtung Osten

Unter Vauban, Festungsbaumeister des französischen Königs Louis XIV., wurden die französischen Alpen in nationale Verteidigungsstrategien einbezogen. Um 1692 wurde die Zitadelle Château Queyras verstärkt und im Jahr 1693 mit dem Bau der Festungsanlage Mont-Dauphin begonnen. Mont-Dauphin, zwischen Durance und Guillestre auf einem Felsplateau gelegen, wurde konzipiert, um das Tal der Durance und Briançon vor feindlichen Angriffen über die Pässe des Queyras und das Tal des Guil zu schützen.
Im Zuge der Unterzeichnung des Friedens von Utrecht im Jahr 1713 trat Louis XIV. die Talschaften Doire, Cluson und Varaïta an das Herzogtum Savoyen ab. Es handelte sich hierbei um die früheren Escartons Château-Dauphin, Oulx und Pragelas. Der östliche Queyras wurde zwischen Grand Glaiza und Col d’Agnel somit erstmals Teil einer Staatsgrenze. Durch neue Zollschranken verschlechterten sich die traditionsreichen Handelsbeziehungen zwischen Frankreich und Piemont drastisch.
Am 10. Juni 1940 erklärte Mussolini Frankreich den Krieg. Die unmittelbar an der Grenze zu Italien lebende Bevölkerung Frankreichs wurde umgehend evakuiert. Im Queyras wurden die Dörfer Abriès, Ristolas sowie Aiguilles und die Gehöfte La Monta, L’Echalp und Le Roux geräumt. Ab dem 20. Juni begann die italienische Armee mit einer Offensive gegen französische Verteidigungsstellungen. Am selben Tag drangen drei italienische Bataillone des 3° Reggimento Alpini über den Col Lacroix (Bataillon Val Chisone) und Col d’Urine (Bataillon Fenestrelle) bis zu den Gehöften La Monta und Valpréveyre, am Folgetag bis zur Crête de Gilly (Bataillon Val Pellice) und nach Le Roux vor. Die Gehöfte wurden durch Artilleriefeuer weitgehend zerstört. Ziel der italienischen Truppen war Briançon über den Col d’Izoard, wohingegen ein Vorrücken über das Tal des Guil als zu risikoreich erachtet wurde. Zum Zeitpunkt der italienischen Offensive waren die französischen Hochalpen in Frontabschnitte unterteilt. Das Briançonnais wurde im Secteur fortifié du Dauphiné (SFD) organisiert. Dieser wurde in drei Untersektoren Haute Clarée Guisane, Haute Durance Cerveyrette sowie Guil untergliedert. Der Untersektor Guil erstreckte sich auf den gesamten Queyras. Die Verteidigungsinfrastruktur konzentrierte sich auf Château Queyras und den Sommet Bucher. Die Zitadelle Château Queyras wurde mit 450 Soldaten (87ème Bataillon de Chasseur Alpins) verteidigt. Auf dem 2.255 m hohen Sommet Bucher wurden etwa 400 Infanteristen stationiert (zwei Kompanien des 92ème Bataillon Alpin de Forteresse, eine Kompanie des 87ème Bataillon de Chasseur Alpins). Der Gipfel wurde mit 16 Artilleriegeschützen ausgestattet, darunter vier Kaliber 105 mm Typ Schneider und zwei Kaliber 155 mm Typ De Bange mit jeweils 12 km Reichweite. Weitere Artilleriestellungen befanden sich nördlich von Château Queyras bei Meyriès, am Col de Péas und westlich von Abriès. Zur Abwehr der italienischen Vorstöße auf Abriès im Zeitraum 20. – 24. Juni 1940 wurden insgesamt mehr als 5.000 Schuss Artilleriemunition, darunter 3.500 Schuss über eine Distanz von mehr als 10 km abgegeben. Unterstützt durch jenes Artilleriefeuer konnten etwa 300 französische Infanteristen der vorgelagerten Einsatzgruppe Haut-Guil die italienischen Vorstöße nach intensiven Kampfhandlungen abwehren. Auf französischer Seite wurden vier Tote und sieben Verwundete gezählt. Die Verluste auf italienischer Seite lagen deutlich höher. Das 3° Reggimento Alpini, welches bei dem Angriff auf den Queyras beteiligt war, zählte 562 Tote. Am 23. Juni gelang die Gefangennahme von drei italienischen Offizieren, drei Unteroffizieren und 46 Gebirgsjägern. Am Folgetag, dem 24. Juni, wurden die Kampfhandlungen infolge des deutsch-französischen Waffenstillstands von Compiègne eingestellt. Die bis dahin eroberten Gebiete entlang der französisch-italienischen Grenze (etwa 800 km², darunter Ristolas) fielen bis 1943 unter italienische Militärverwaltung. Am 25. Juni versuchten italienische Gebirgsjäger entgegen den Bestimmungen des Waffenstillstandsvertrags Abriès zu okkupieren, scheiterten jedoch an dem Protest der Franzosen und mussten sich nach Ristolas zurückziehen.
Ab dem September 1943 übernahm die Wehrmacht die Kontrolle über die Gebiete im Alpenraum. Nach der Landung der Alliierten in der Provence (Operation Dragoon) im August 1944 bereiteten sich die deutschen Streitkräfte auf die Verteidigung des Alpenhauptkamms vor. Eine zunehmende Anzahl von Sabotage- und Guerillaanschlägen französischer und italienischer Partisanen (sog. Maquis bzw. Maquisards) wurden zumeist blutig niedergeschlagen oder endeten mit Verschleppung und Zwangsarbeit. So auch am 27. August 1944 im Queyras, als die Wehrmacht fünf jugendliche Partisanen aus La Monta zu Zwangsarbeit nach Oberschlesien verurteilte. Im Abwehrkampf gegen französische Streitkräfte verschanzten sich deutsche Soldaten unter anderem im Kirchturm von Ristolas. Zudem wurden an den Grenzpässen Col Lacroix, Col des Thures und Col de la Mayt Geschützstellungen errichtet. Am 13. September 1944 wurde Abriès von der Wehrmacht in Brand gesetzt. Ab dem 30. September 1944 musste die Bevölkerung von Ristolas und Abriès erneut evakuiert werden. Im Feldzug gegen die französische Befreiungsarmee zerstörte die Wehrmacht große Teile von Le Roux und Abriès sowie das Gehöft Pra-Roubaud durch Artilleriefeuer. Mit dem Wintereinbruch 1944/45 gerieten die Kampfhandlungen beinahe zum Erliegen. Bei einem Gefecht zwischen französischen und deutschen Militärpatrouillen am 7. Februar 1945 bei Ristolas starben sieben französische Soldaten, fünf wurden verletzt. Ende April 1945 zog sich die Wehrmacht aufgrund des Vormarschs der Alliierten (u. a. Befreiung des Col de Larche am 26. April 1945 und Vorrücken in das Tal der Stura di Demonte) endgültig von den Stellungen im Queyras zurück und sprengte die als Refuge Napoléon bezeichneten Unterkünfte am Col Lacroix.
Am 13. Juni 1957 ereignete sich eine Jahrhundertkatastrophe im Queyras. Infolge starker Regenfälle und einer zeitgleich einsetzenden Schneeschmelze trat der Fluss Guil in Abriès, Aiguilles und Château Queyras über die Ufer und verwandelte sich in einen reißenden Strom. Tags zuvor erlitten Saint-Véran sowie Ceillac durch die anschwellenden Vorfluter l’Aigue-Blanche bzw. Cristillan gravierende Schäden. Der Guil erreichte bei Guillestre eine Abflussrate von bis zu 1.000 m³/s. Die schmelzwassergesättigten Hänge des Queyras konnten Niederschlagswasser kaum aufnehmen und wurden Opfer umfangreicher Bodenerosion. Geröll- und Sedimentfracht führte zu massiven Schäden in den Talorten. Der Queyras wurde von der Außenwelt abgeschnitten, da die Straße entlang des Guils auf mehreren Kilometern Zerstörungen erlitt. Sämtliche Brücken über den Guil wurden von den Fluten mitgerissen. In Château-Ville-Vieille, Aiguilles und Abriès-Ristolas wurden Wohngebäude teilweise vollständig zerstört. Die Naturkatastrophe löste eine groß angelegte Rettungs- und Hilfsaktion aus. Freiwillige Helfer aus ganz Frankreich und aus dem europäischen Ausland reisten in den Queyras und verteilten Sachspenden oder leisteten Wiederaufbauhilfe. Der Umfang infrastruktureller Schäden wurde 1958 auf 7,8 Mrd. Franc geschätzt.

## Regionaler Naturpark Queyras
Am 31. Januar 1977 wurde der Regionale Naturpark Queyras (frz.: Parc naturel régional du Queyras) gegründet, der eine Fläche von rund 57.400 Hektar umfasst. Die Parkverwaltung hat ihren Sitz in Arvieux, wo sich auch das „Maison du Parc“ befindet. Im Jahr 2007 wurde innerhalb des Naturparks westlich unterhalb des bereits zu Italien gehörenden Monte Viso eine 2.295 Hektar große Sonderschutzzone ausgewiesen, die Réserve naturelle nationale de Ristolas Mont Viso.

## Infrastruktur und Tourismus

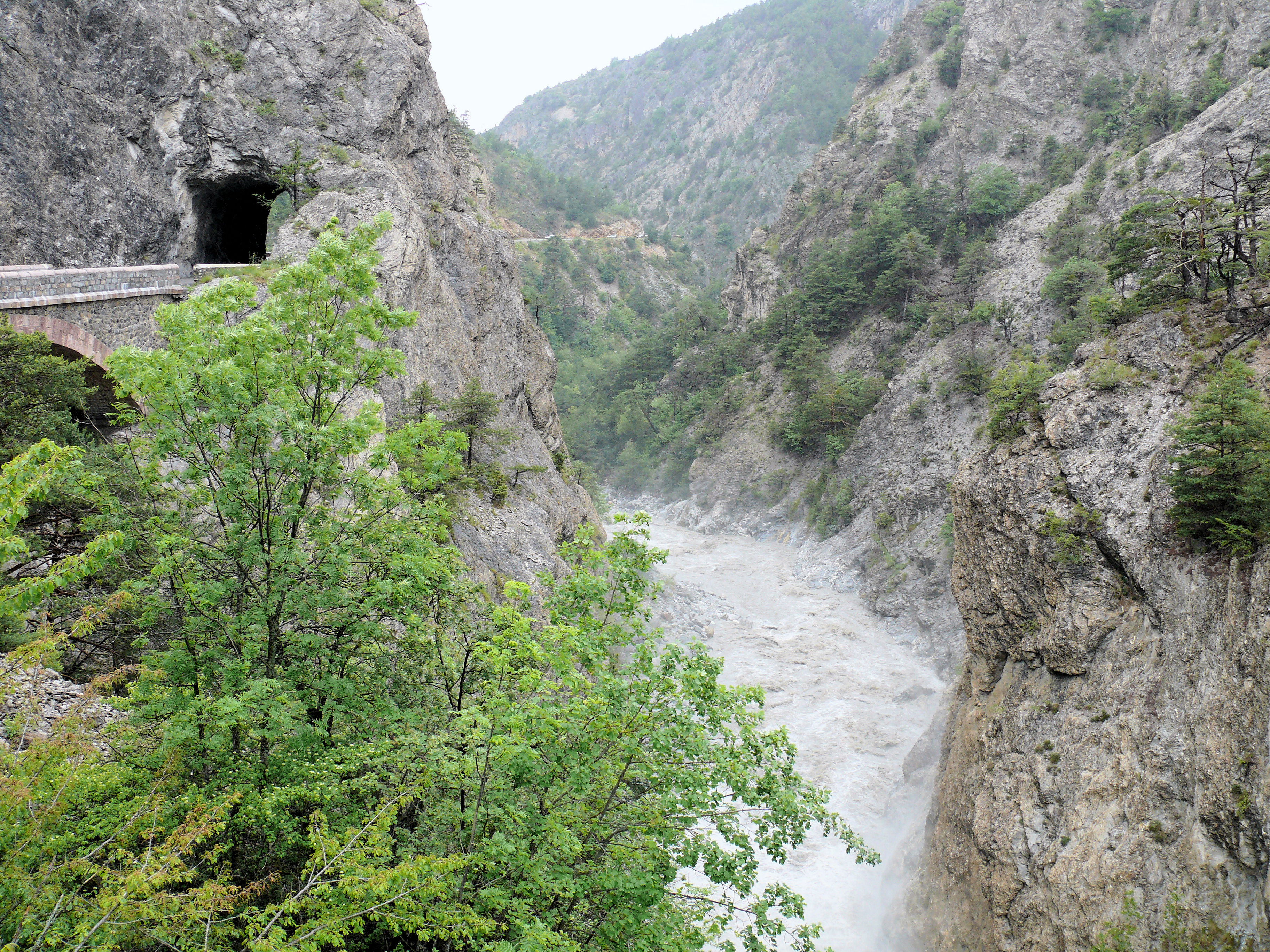
Combe du Queyras und D902, die in einen Tunnel führt

### Route de la Viste
Der Queyras war bis in das 19. Jahrhundert hinein von Guillestre aus lediglich über einen Maultierpfad erreichbar. Der Pfad führte über zahlreiche hölzerne Stege, deren Konstruktionsweise einen enormen Instandhaltungsaufwand nach sich zog. Während der Schneeschmelze und nach schweren Regenfällen war die Route meist unpassierbar. In den Jahren 1835 bis 1855 wurde eine Straße für Karren zwischen Maison du Roi und Château Queyras gebaut, die dem Talboden der Combe du Queyras folgt. Der heutige Talzugang in der Schlucht des Guil, die Départementale 902, entstand im Jahr 1911 nach der Fertigstellung mehrerer Kunstbauten. Die als gefährlich geltende Route de la Viste zwischen Guillestre und Maison du Roi wurde für den Straßenverkehr gesperrt.

### Geplanter Straßentunnel
Im Jahr 1963 betrieben italienische und französische Akteure Planungen zum Bau eines ca. 3 km langen Straßentunnels zwischen dem Valle Pellice und dem Queyras. Auf italienischer Seite war der Neubau einer 15 km langen Straße zwischen Torre Pellice und dem Gehöft Pra unweit des Col Lacroix vorgesehen. Der Tunneleingang war in ca. 1.800 m Höhe geplant. Etwa ein Kilometer Tunnelstrecke wäre auf italienischem Staatsgebiet bis unterhalb des Col Lacroix (2.299 m) gegraben worden, weitere zwei Kilometer Tunnelstrecke sollten auf französischer Seite bis zu dem Gehöft l’Echalp führen. Die D947 von Abriès nach l’Echalp wäre aufgrund ihres Ausbaustandards (9 m Querschnitt) für eine mögliche Anbindung des Tunnels geeignet gewesen. Treibende Kräfte hinter dem Tunnelprojekt waren die Handelskammern von Turin, Marseille und Gap, die eine Belebung des grenzüberschreitenden Tourismus und Warenverkehrs erhofften. Vertreter des Val di Susa und aus Briançon positionierten sich gegen das Projekt mit der Befürchtung, Touristen an die weiter südlich gelegenen Regionen zu verlieren. Zudem wurde auf Seiten des Hafens von Genua eine verstärkte Konkurrenzsituation mit dem Hafen von Marseille befürchtet. Die Planungen kamen aufgrund regionaler und überregionaler Interessenkonflikte und mangels politischen Fürsprechern nie über das Konzeptstadium hinaus.

### Tourismus
Der Queyras wird von dem Office de Tourisme du Guillestrois et du Queyras mit Sitz in Château-Ville-Vieille touristisch vermarktet. Unter dem Motto „Un Bout du Monde“ werden die intakte Natur des Queyras und dessen Abgeschiedenheit wie auch das vielfältige historische Erbe der Region aufgegriffen. Der Regionale Naturpark Queyras und das Guillestrois werden als touristische Einheit beworben. Die Wirtschaft des Queyras ist in einem hohen Maß vom Tourismus geprägt. Schätzungen zur Folge sind ca. 79 % der Erwerbstätigen innerhalb des Queyras direkt (ca. 69 %) oder indirekt (ca. 10 %) vom Tourismus abhängig.

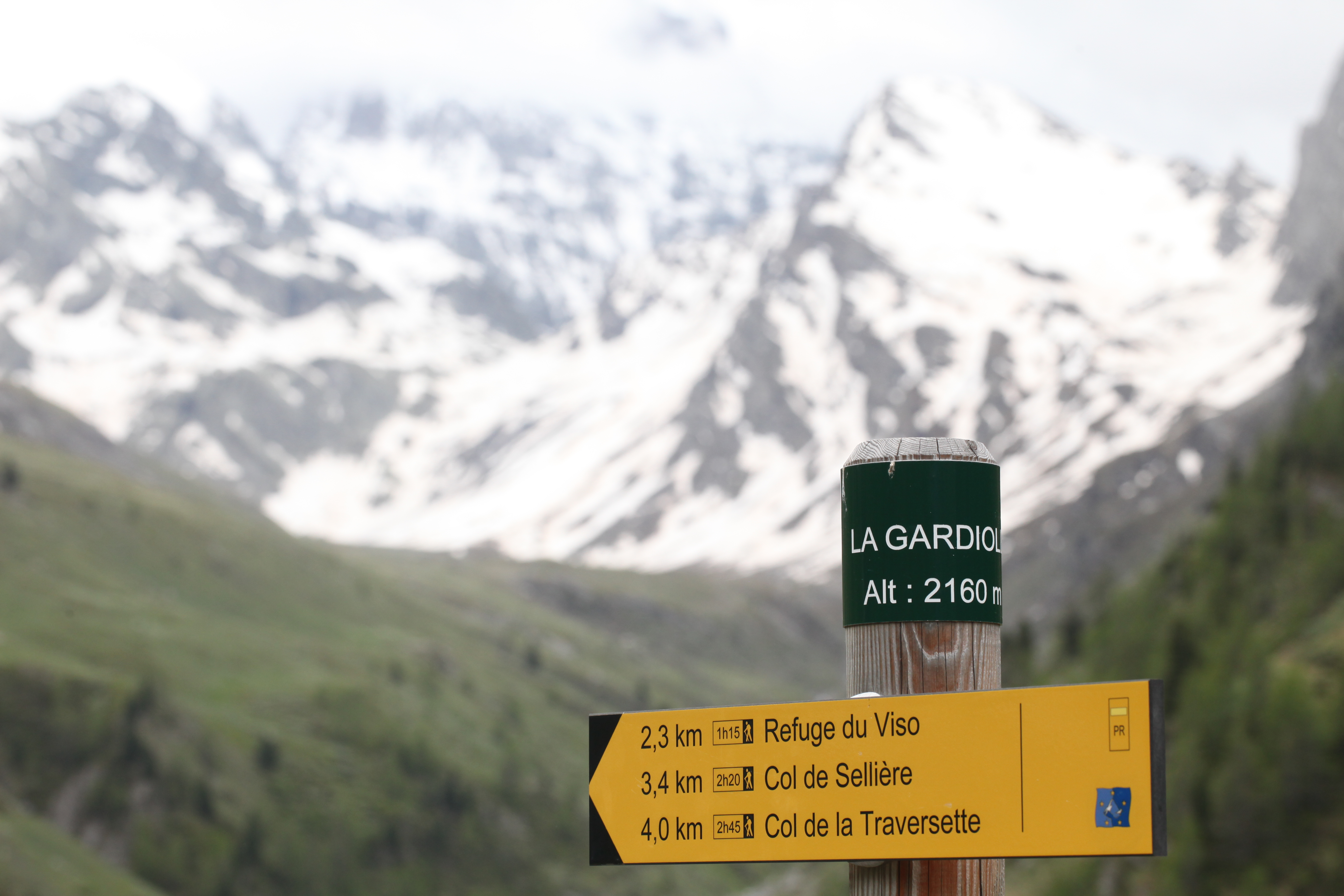
Wanderweg-Beschilderung im Queyras

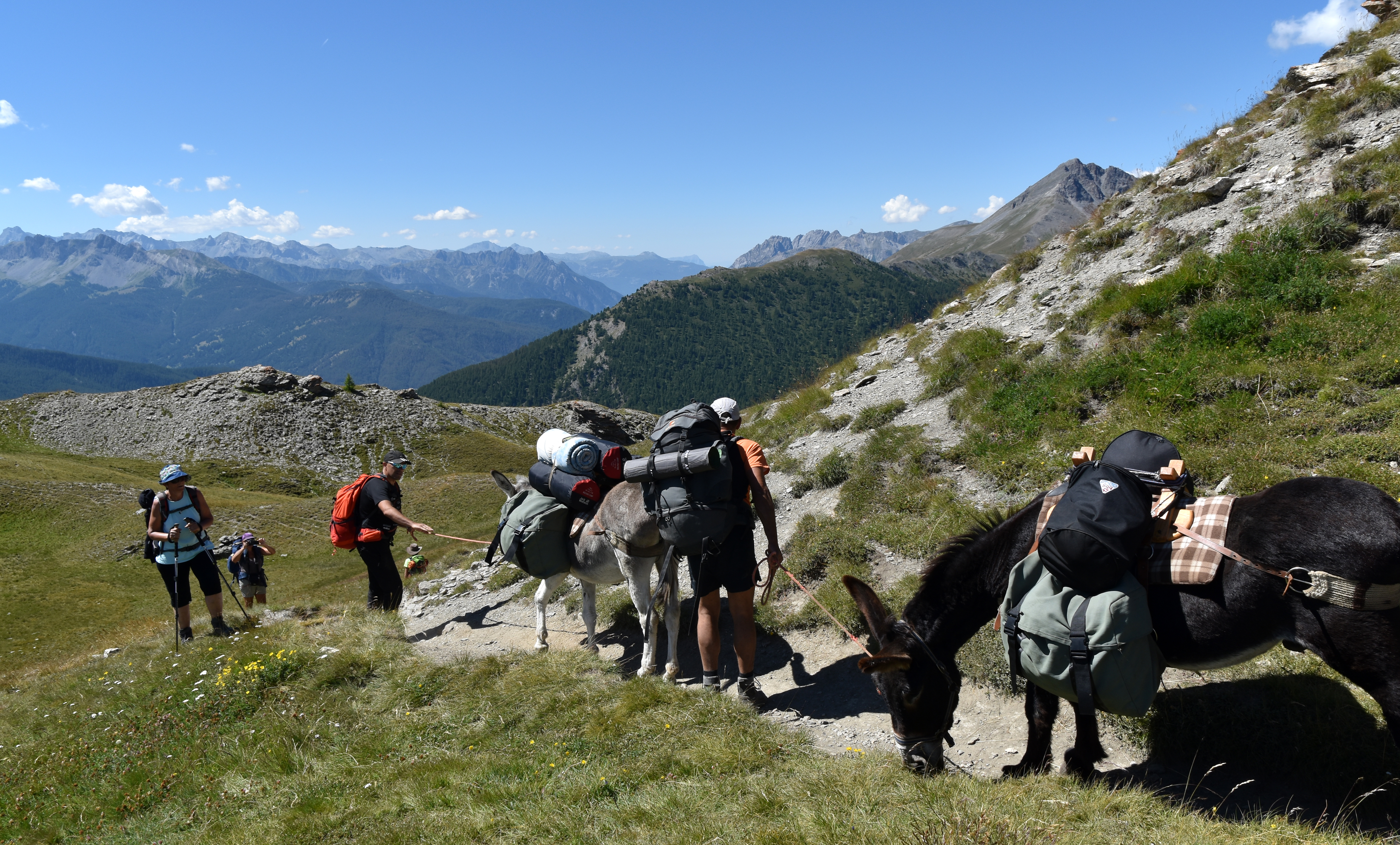
Trekkingtouristen mit Packeseln an den Lacs Malrif im Queyras

Von hervorgehobener Bedeutung für den Tourismus im Queyras ist das mehrere hundert Kilometer lange Wanderwegenetz. Der Ausbau der Wanderinfrastruktur im Queyras wurde maßgeblich von Philippe Lamour, dem ehemaligen Bürgermeister von Ceillac und Begründer des Parc Naturel Régional du Queyras, vorangetrieben. Seit 1971 wird unter dem Label Grande Randonnée (GR)® 58 – „Tour de Queyras“ ein 130 km langer Fernwanderweg vermarktet, der eine Umrundung des Queyras in sieben bis zehn Tagesetappen vorsieht. Die französische GR® 5 – „Grande Traversée des Alpes“ (GTA) wie auch die alpenumspannende Via Alpina queren den Queyras von Nord nach Süd auf mehreren Zehner Kilometern. Der piemontesische Weitwanderweg Grande Traversata delle Alpi (GTA) verläuft nur wenige Kilometer östlich des Queyras, ist jedoch über Verbindungswege grenzüberschreitend verknüpft. Ein Teilstück der rund 40 km langen und überwiegend in Italien gelegene Wanderroute „Giro di Viso“ (franz. „Tour de Viso“) tangiert das Réserve naturelle de Ristolas-Mont Viso im Quellbereich des Guil und nutzt die grenzüberschreitenden Passübergänge Col de Valante sowie Col de la Traversette. Diese und weitere Passübergänge verbinden den Queyras mit den piemontesischen Tälern Valle Argentera (via Col Mayt), Valle Germanasca (via Col d’Abriès und Col de Valpréveyre), Val Pellice (via Col Lacroix und Col d’Urine), Valle Po (via Col de la Traversette) und Val Thuras (via Col des Thures).
Übernachtungsmöglichkeiten für Trekkingtouristen bestehen in Dörfern sowie bewirtschafteten Berghütten. Bedeutsam für den Trekkingtourismus sind insbesondere die Refuge Agnel, Refuge de la Blanche, Refuge de Furfande und Refuge du Viso.
Neben den Fernwanderwegen unterhält die Region ein dichtes Wegenetz für Tagestouristen. Naturhighlights wie der Lac Sainte-Anne oder die Lacs du Malrif werden insbesondere im Hochsommer stark frequentiert. Prominente 3.000er-Gipfel, etwa Pic de Rochebrune (3.320 m), Bric Froid (3.305 m), Le Pain de Sucre (3.208 m), Crête de la Taillante (3.197 m) oder Pic de Foréant (3.081 m) fungieren als Top-Ziele in Bergwanderführern. Die oft ausgesetzten Gipfelpfade sind zumeist nicht offiziell beschildert oder in amtlichen topographischen Karten verzeichnet; stattdessen dienen Pfadspuren oder Steinmännchen der Orientierung. Die Instandhaltung beschilderter Wanderwege obliegt dem Naturpark und Mitgliedern des Vereins FFRandonnée Hautes-Alpes.
Auch wenn der Queyras im Sommer hauptsächlich Wandertouristen anzieht, wurden Anstrengungen zur Diversifizierung des Tourismusangebots unternommen. Auf den Gemeindegebieten Arvieux, Ceillac und Château Queyras wurden Klettersteige eingerichtet. Eine Übersicht der Klettersteige im Queyras bietet die nachfolgende Tabelle.
| Klettersteig               | Gemeinde        | Schwierigkeit | Gehzeit | Höhenmeter | Höchster Punkt |
| Pra Premier                | Arvieux         | 3 – B/C       | 2:00 h  | 200 m      | 2.120 m        |
| Crête de Combe la Roche    | Arvieux         | 5 – D/E       | 3:00 h  | 300 m      | 2.261 m        |
| Les Rochers de la Clapière | Ceillac         | 3.5 – C       | 2:30 h  | 320 m      | 1.970 m        |
| Château Queyras            | Château Queyras | 3 – B/C       | 1:30 h  | 050 m      | 1.392 m        |

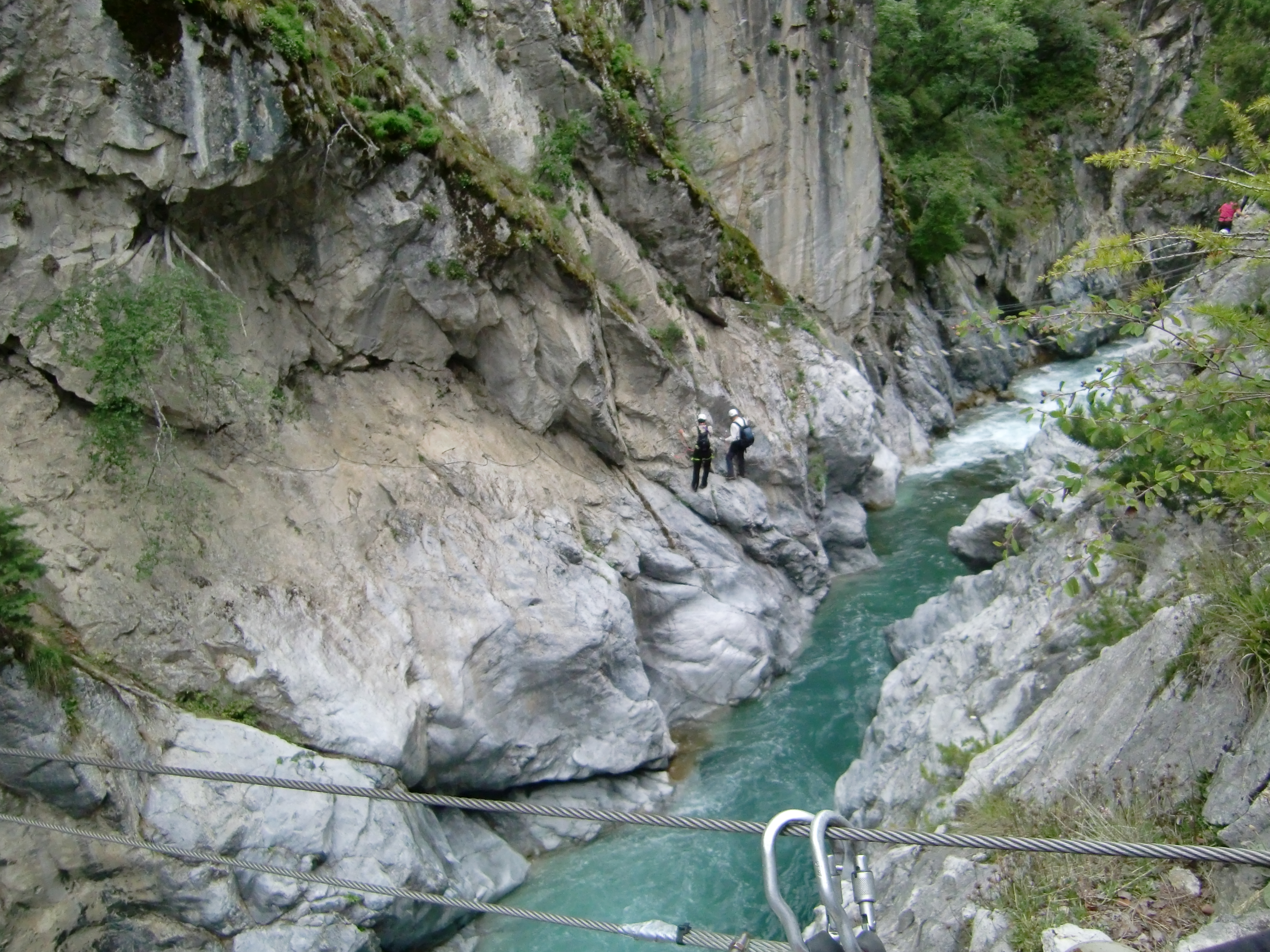
Engstelle des Guil und Klettersteig bei Château Queyras

Zudem wurden Anstrengungen unternommen, den Guil als Rafting- und Kajakgewässer zugänglich zu machen. Zwischen Ristolas und Guillestre wurden 13 Einstiegs- und Ausstiegsstellen ausgeschildert. Der Parcours wird als schwierig (Stufe III) bis sehr schwierig oder unpassierbar (Stufen IV und V) eingestuft. Die Stauwehre Aiguilles und Maison du Roi müssen umgangen werden. Aufgrund vielfältiger Hürden (starke Strömungen, Stromschnellen, Engstellen, Felsbarrieren etc.) wird der Guil insbesondere von professionellen Anbietern (Gruppen-Rafting) und Wildwasser-Experten (Wildwasser Kajak) befahren.
Die Wintersportinfrastruktur des Queyras konzentriert sich auf die Skigebiete Abriès, Arvieux, Ceillac sowie Molines – Saint-Véran und geht auf die 1960er und 1970er Jahre zurück. Es handelt sich um kleinflächige, familiär geführte Stationen mit relativ kurzen Pisten und einer geringen Zahl an Skiliften. Die Errichtung großflächiger Skiressorts wurde im Queyras bereits in den 1960er Jahren von der Bevölkerung abgelehnt. Die Entwicklung des Wintersporttourismus blieb daher hinter jener benachbarter Wintersportregionen zurück, etwa den Skigebieten Montgenèvre am gleichnamigen Grenzpass (22 Lifte, ca. 80 Pisten) oder Serre Chevalier nördlich von Briançon (60 Lifte, ca. 81 Pisten). Eine Übersicht der Skistationen im Queyras bietet die nachfolgende Tabelle.
| Skistation            | Fläche | Anzahl Skilifte | Anzahl Pisten | Höchster Punkt | Tiefster Punkt |
| Abriès                | 070 ha | 05              | 16            | 2.450 m        | 1.550 m        |
| Arvieux               | 040 ha | 05              | 17            | 2.105 m        | 1.690 m        |
| Ceillac               | 045 ha | 05              | 16            | 2.450 m        | 1.700 m        |
| Molines – Saint-Véran | 100 ha | 13              | 34            | 2.830 m        | 1.740 m        |

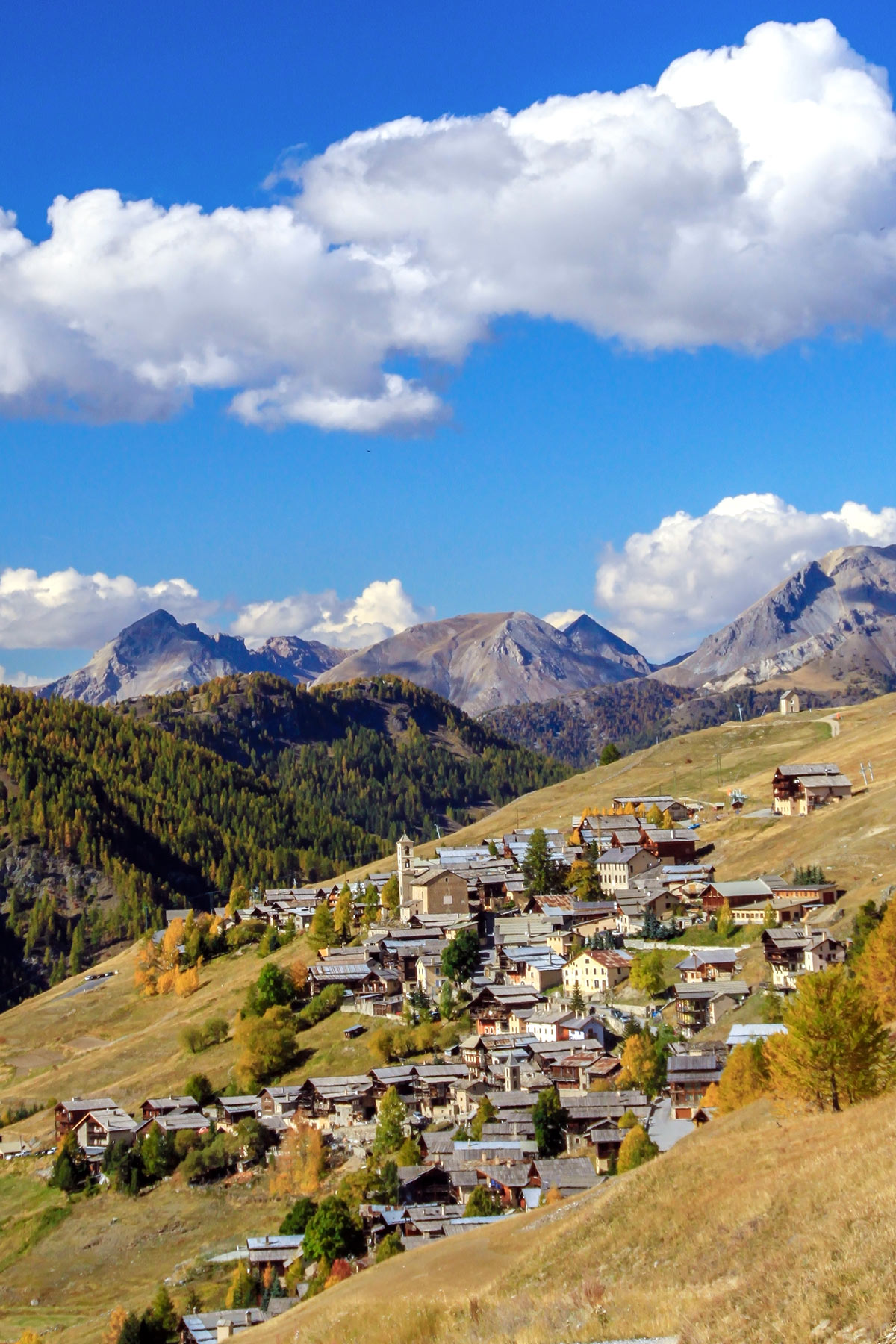
Gemeinde Saint-Véran

Neben dem Wander- und Wintersporttourismus fungiert insbesondere Saint-Véran als Ziel von Tagestouristen und Kurzurlaubern. Saint-Véran, welches mit gleich mehreren Rekorden auf sich aufmerksam macht (höchstgelegene ganzjährig bewohnte Gemeinde Europas, Ort mit den meisten Sonnentagen des kontinentalen Frankreichs, schönstes Dorf Frankreichs), ist für seine umfassend erhaltene historische Bausubstanz bekannt. Nur wenige Kilometer südöstlich, am Pic de Château-Renard, befindet sich die auf 2.930 m gelegene gleichnamige Sternwarte. Die Einrichtung wurde 1974 erbaut und bietet Amateurastronomen und der Öffentlichkeit die Möglichkeit der Weltraumerkundung.

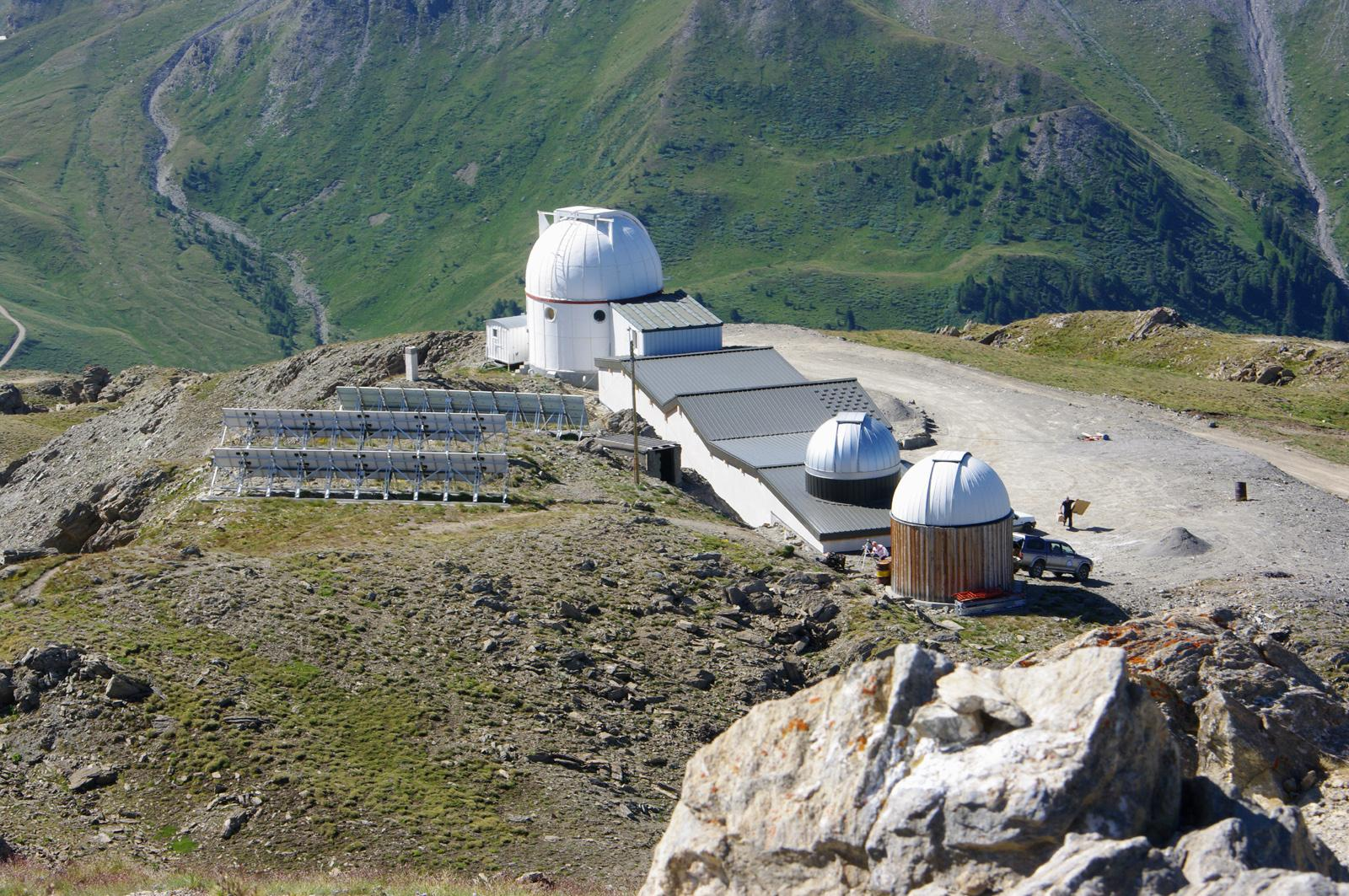
Observatoire du Pic de Château-Renard bei Saint-Véran

Die Zahl der Gästebetten im Queyras beläuft sich Stand 2021 auf 34.000 Betten im Sommer und 28.000 Betten im Winter. In der Saison 2017/18 wurden 2,5 Mio. Touristen verzeichnet. Die höchsten Bettenauslastungen werden in den Monaten Januar bis März sowie Juli und August erzielt. Das verfügbare Bettenangebot übersteigt die Nachfrage bei Weitem. Im Sommer 2019 wurde eine Bettenauslastung von ca. 45 %, im Winter 2019/20 von ca. 36 % verzeichnet. Lediglich im Februar und August zu Ferienzeiten steigt die Belegungsquote kurzfristig auf über 85 %. Etwa 80 % der Touristen (ca. 2 Mio. pro Jahr) stammen aus Frankreich. Das Einzugsgebiet französischer Touristen erstreckt sich im Wesentlichen auf die Regionen Provence-Alpes-Côte d’Azur, Auvergne-Rhône-Alpes und Île-de-France. Ausländische Touristen (ca. 0,5 Mio. pro Jahr) stammen vor allem aus Belgien, den Niederlanden, Großbritannien und Italien. Etwa 30 % der französischen und 12 % der ausländischen Touristen besuchen den Queyras regelmäßig und besitzen oft eine eigene Immobilie in der Region.